# Poul Glargaard
Poul Glargaard (født Poul Rasmussen den 11. april 1942 i Randers, død 17. oktober 2011 på Frederiksberg) var en dansk skuespiller.
Han startede på Aarhus Teater, men blev aldrig fuldt udlært og kom senere til Aalborg Teater. Sidenhen var han også knyttet til Det ny Teater. Glargaard har optrådt i både komiske og seriøse skuespil, som f.eks. Min skøre mors hobby, Piger i sky og Harvey.
I tv har han haft roller i både Smuglerne, Huset på Christianshavn, En by i provinsen, Strandvaskeren, Alle elsker Debbie og Gøngehøvdingen og mange husker ham fra rollen som Severinsen i julekalenderen Jul i Gammelby. Af de yngre generationer huskes han især[kilde mangler] for en serie kassettebånd med klassiske gyserhistorier genfortalt af Jan Gustavsen og indtalt af Glargaard. Et udvalg af disse blev genudsendt på dobbelt-CD i 2003. Både båndserie og CD'er bærer titelen "Lyt - hvis du tør".
Poul Glargaard begik selvmord den 17. oktober 2011 i sin lejlighed på Frederiksberg. Han blev bisat fra Solbjerg Kirke den 25. oktober. Glargaard havde selv ønsket at blive begravet i de ukendtes grav, og blev nedsat i Birkelunden på Søndermark Kirkegård, hvor Inger Gleerup Andersen, moderen til hans datter Mette Glargaard, også ligger.

## Filmografi
Glargaard har medvirket i en lang række danske film:
| År   | Titel                              | Rolle        | Noter |
| ---- | ---------------------------------- | ------------ | ----- |
| 1968 | Det er så synd for farmand         |              |       |
| 1968 | Min søsters børn vælter byen       | Cowboy       |       |
| 1968 | Det kære legetøj                   |              |       |
| 1969 | Trekanter                          |              |       |
| 1969 | Ta' lidt solskin                   |              |       |
| 1969 | Balladen om Carl-Henning           |              |       |
| 1970 | Rend mig i revolutionen            |              |       |
| 1972 | Olsen-bandens store kup            | 2. pilot     |       |
| 1973 | Olsen-banden går amok              | civilbetjent |       |
| 1974 | Olsen-bandens sidste bedrifter     | tolder       |       |
| 1976 | Strømer                            |              |       |
| 1977 | Skytten                            |              |       |
| 1978 | Agent 69 Jensen i Skyttens tegn    |              |       |
| 1978 | Firmaskovturen                     |              |       |
| 1978 | Fængslende feriedage               |              |       |
| 1980 | Attentat                           |              |       |
| 1982 | Henover Midten                     | Taxachauffør |       |
| 1984 | Midt om natten                     |              |       |
| 1985 | Walter og Carlo - op på fars hat   |              |       |
| 2007 | Hvordan vi slipper af med de andre |              |       |

## Priser
- 1988 – Årets Dirch